# 小松警察署
小松警察署（こまつけいさつしょ）は、石川県警察が管轄する警察署のひとつである。

## 沿革
- 1883年 - 小松警察署開設。

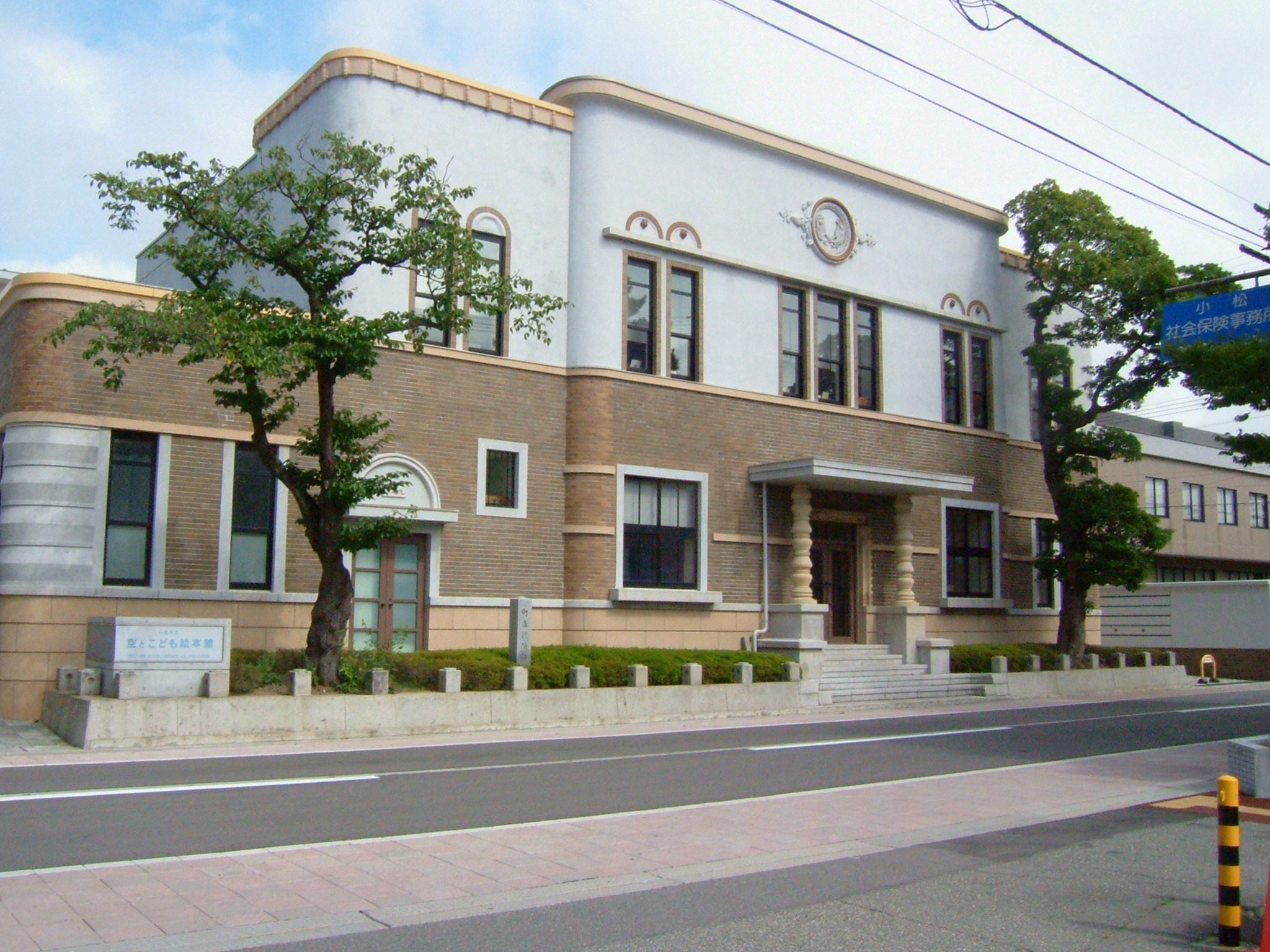
小馬出町にある旧小松警察署庁舎。現庁舎の先々代にあたる。
移転後は小松市の施設として使用され、現在は大幅に改修を加えて小松市立空とこども絵本館となっている。

- 1900年1月29日 - 能美郡小松町字京町90番地に移転[2]。
- 1948年3月7日 - 旧警察法施行により（自治体警察）である小松市警察署が設置される。
- 1954年7月 - 警察法改正により自治体警察から都道府県警察への統合がなされ、石川県小松警察署となる。
- 1971年12月29日 - 小馬出町から上小松町に移転・庁舎新築。
- 2004年10月 - 敷地内に新庁舎を建設開始。
- 2005年12月5日 - 業務を新庁舎へ移転。旧庁舎の取り壊し開始。
- 2006年3月21日 - 車庫・駐車場などが完成し、新庁舎竣工。

## 所在地
- 石川県小松市上小松町乙163番地1

## 管轄区域
- 小松市

## 組織
- 警務課
  - 警務第一係、警務第二係、警察安全相談係
- 留置管理課
  - 留置管理係、看守係
- 会計課
  - 会計係
- 生活安全課
  - 生活安全係、営業保安係、少年係、特犯係
- 地域課
  - 地域係、機動警ら第一係、機動警ら第二係、機動警ら第三係
- 刑事課
  - 統計係、強行係、盗犯係、鑑識係、知能係、組織犯罪対策係
- 交通課
  - 企画規制係、指導取締係、事故捜査第一係、事故捜査第ニ係
- 警備課
  - 警備第一係、警備第二係、警備第三係、警備第四係

## 交番
- 小馬出町交番（小松市小馬出町10番地1）
- 小松駅前交番（小松市土居原町181番地1）
- 明峰交番（小松市平面町へ40番地4）
- 粟津温泉交番（小松市井口町ホ63番地2）
- 粟津駅前交番（小松市蓑輪町ロ103番1）

## 駐在所
- 安宅駐在所（小松市長崎町4丁目65番地）
- 本江駐在所（小松市本江町ヲ129番地1）
- 今江駐在所（小松市今江町7丁目71番地）
- 八幡駐在所（小松市八幡甲123番地4）
- 河田駐在所（小松市河田町子79番地2）
- 日末駐在所（小松市日末町ウ34番地3）
- 中海駐在所（小松市中海町8号92番地2）
- 江指駐在所（小松市江指町甲27番地1）

## 警備派出所
- 小松空港警備派出所（小松市浮柳町ヨ50番地）

2020年時点。